# Roger Raveel
Roger Raveel (Machelen, Bélgica, 15 de julio de 1921-Deinze, Bélgica, 30 de enero de 2013) fue un pintor contemporáneo belga. Era considerado uno de los principales artistas de la posguerra de aquel país.

## Biografía
Realizó sus estudios en la Academia Municipal de Deinze y la Real Academia de Bellas Artes de Gante, entre los años 1933 y 1945. Entre sus maestros se encuentran Hubert Malfait y Jos Verdeghem.
En 1948 contrajo matrimonio con Zulma De Nijs. En 1962 vivió tres meses en Italia, donde trabajó y realizó exhibiciones con pintores como Lucio Fontana y Asger Jorn.
En 1999 se fundó el museo Roger Raveel, en la ciudad natal del pintor.
Falleció el 30 de enero de 2013, a los 91 años de edad, en la localidad belga de Deinze.

## Premios
- 1996: Premio Van Acker.
- 1992: Medalla de oro del Parlamento Flamenco.
- 1983: Premio Joost van den Vondel.
- 1962: Premio Europa de pintura.